# 2012. évi nyári olimpiai játékok

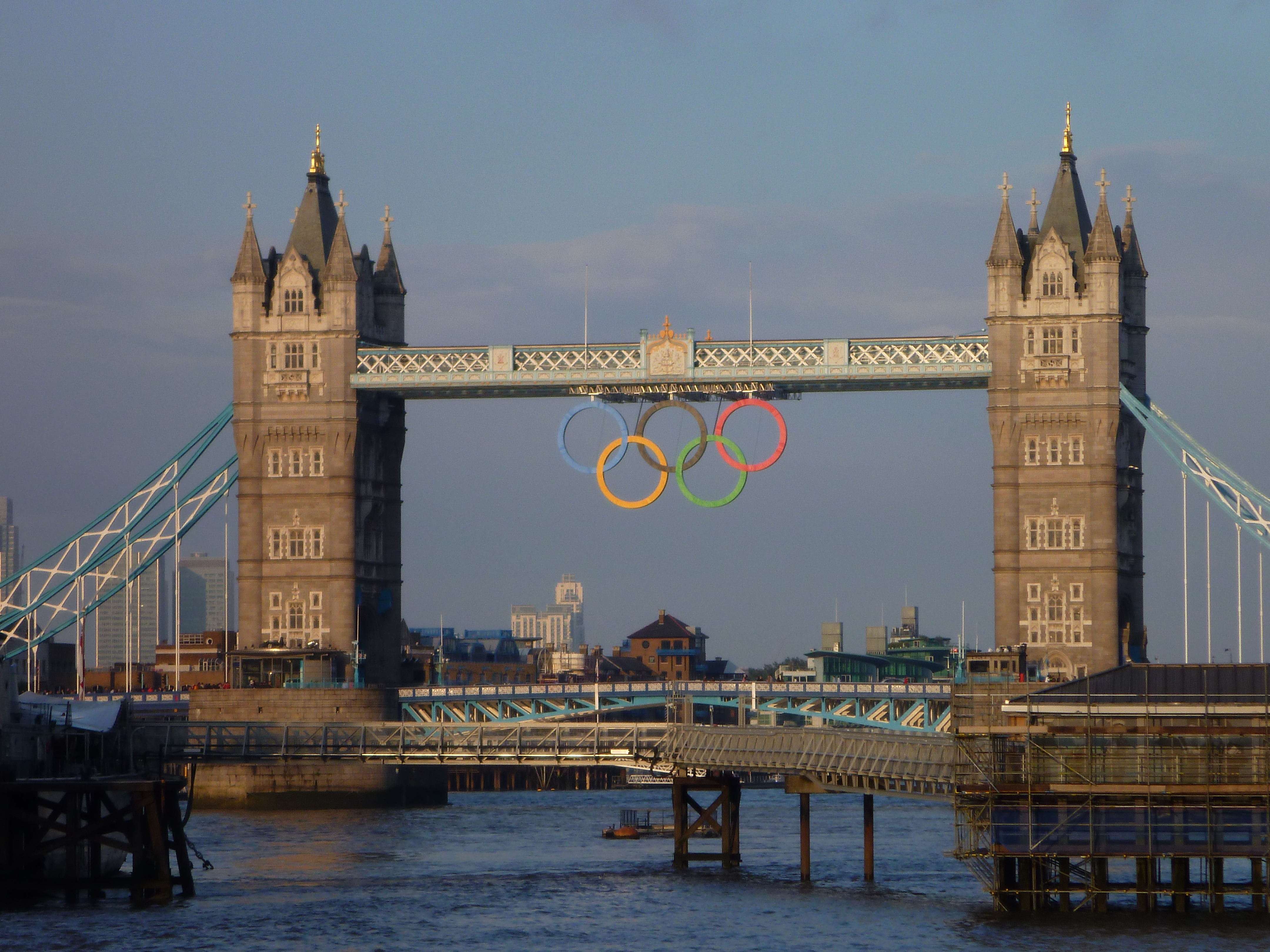
Az olimpiai lázban égő Londonban a Tower híd is ötkarikás lett

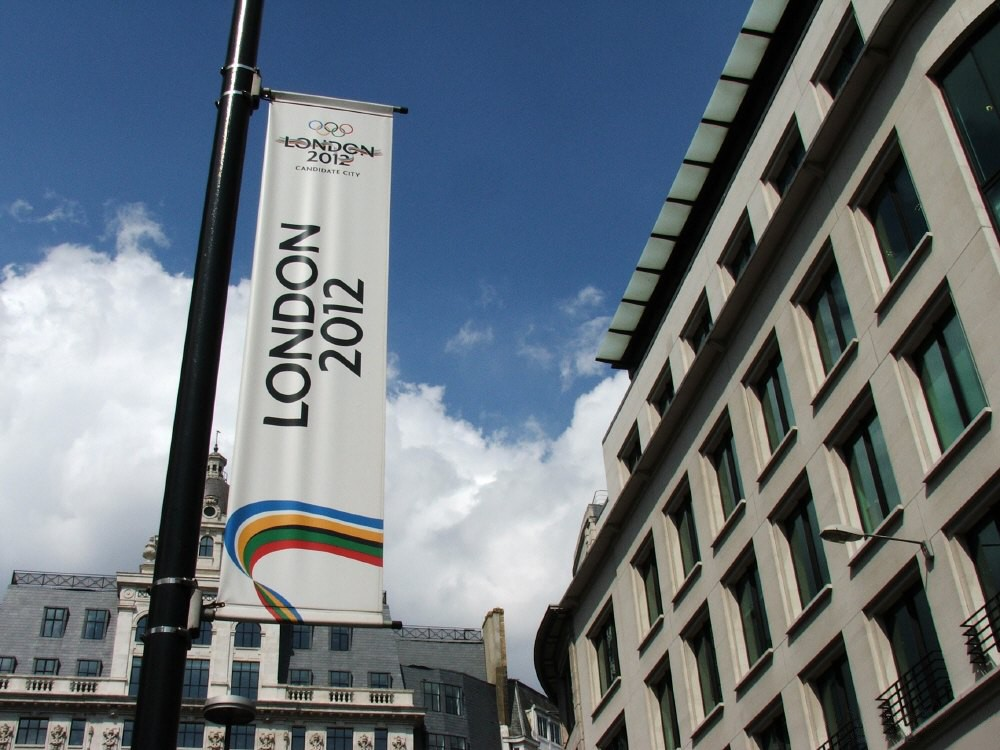
London 2012 embléma az Emlékművön

A 2012. évi nyári olimpiai játékokat, hivatalos nevén a XXX. nyári olimpiai játékokat 2012. július 27. és augusztus 12. között rendezték meg a Egyesült Királyság fővárosában, Londonban. Hivatalosan ez volt a 30. újkori olimpia, de ha nem számoljuk hozzá a világháborúk miatt elmaradt olimpiákat, a 27. volt. A rendezvényt a 2012. augusztus 29. és szeptember 9. között zajlott 2012. évi nyári paralimpiai játékok követte. A 2012-es játékok megrendezésével London lett az első város, amely háromszor rendezhetett újkori nyári olimpiát, mivel korábban 1908-ban és 1948-ban is e sportesemény házigazdája volt.
Magyarországot 157 sportoló képviselte az olimpián.

## A pályázat
A 2003. július 15-i pályázati határidőig kilenc város (Havanna, Isztambul, Lipcse, London, Madrid, Moszkva, New York, Párizs és Rio de Janeiro) jelezte a 2012. évi nyári olimpiai játékok rendezési jogára való szándékát.
2004. május 18-án a Nemzetközi Olimpiai Bizottság (NOB) technikai kiértékelést követően a pályázó városok számát ötre csökkentette, így London, Madrid, Moszkva, New York és Párizs maradt versenyben.
2004. november 19-re mind az öt jelölt város beadta pályázati anyagát a Nemzetközi Olimpiai Bizottságnak. A NOB felülvizsgálati küldöttei 2005 február és márciusa között meglátogatták az öt jelölt várost. A párizsi pályázat sikerességét két tényező is veszélyeztette a NOB felülvizsgálati látogatásán: egyrészt számos sztrájk és tüntetés zajlott a látogatás ideje alatt, másrészt egy futótűzként terjedő hír jutott el a bizottsághoz, miszerint Guy Drut, aki mellesleg a párizsi pályázat egyik kulcsfontosságú embere és a NOB egyik tagja volt, állítólag néhány politikai párt költségvetését megvesztegetésre használta fel.
2005. június 6-án a Nemzetközi Olimpiai Bizottság elküldte visszajelzéseit az öt pályázó városnak. Ugyan ezek a kivonatok nem tartalmaztak pontokat vagy osztályzást, Párizs értékelése tűnt a legpozitívabbnak, melyet szorosan Londoné követett. Ezen különbség 2004-ben az induló értékelésekben még kisebb volt a konkurens Párizzsal szemben.
A pályázati folyamat alatt és a NOB 117. alkalommal megrendezett ülésén Párizs számított a nyilvánvaló favoritnak, mely így a legnagyobb esélyt látta arra, hogy 2012-ben a nyári olimpiai játékok házigazdája lehessen. Eredetileg London Párizs mögött volt, a lemaradás jelentős mértékű volt. Ez még jobban emelkedett, miután Sebastian Coe lett a 2012. évi londoni nyári olimpiai játékok rendezési jogáért küzdő szervezet elnöke 2004. május 19-én. 2004 augusztusának végén néhány beszámoló arról szólt, hogy London és Párizs összefog, s egy közös pályázat útján valósítják meg a két város szándékát. A NOB 117. ülésének hajrájában London és Párizs fej-fej mellett haladó küzdelmének lehettek tanúi a NOB tagjai. 2005. július 1-jén Jacques Rogge a jelen levő sajtónak a következőket mondta: „Nem jósolhatom meg a választás végkimenetelét, mivel nem tudom, hogyan fognak szavazni a bizottság tagjai. De a zsigereimben érzem, hogy mindenképpen nagyon szoros küzdelem ígérkezik. Talán mondjuk tíz, vagy esetleg még kevesebb szavazati különbség lesz majd a két város között.”
2005. július 6-án a NOB 117. ülésszakán, Szingapúrban választották meg a 2012-es nyári olimpiai játékok házigazdájának Londont. Itt a város a négykörös szavazáson Moszkvát, New Yorkot, Madridot és Párizst előzte meg.
A sikeres kampányt Sebastian Coe volt olimpiai bajnok vezette. Az olimpia miatt felújították London számos részét, ahol a játékokat rendezik. A munkálatok legfőbb szempontja a fenntartható fejlődés, azonban a költségvetési kiadások számos kritikát kaptak. Mindenesetre a britek örömmel fogadták az olimpia ottani megrendezését.
Több francia publicisztikai írás Jacques Chirac következő nyilatkozatának tulajdonítja a párizsi pályázat bukását: „Nem támogathatunk olyan népet (a briteket), melynek ilyen rossz konyhája van. Finnország után itt van a legrosszabb étel.” Az olimpiai bizottságnak két tagját akkor Finnország delegálta. Számos más hírforrás Bertrand Delanoë értesülésére utalt, mely szerint Tony Blair késő éjszaka titokban találkozott a NOB több (elsősorban afrikai) tagjával, és ennek sokkal nagyobb befolyása lehetett a végső szavazásnál. Amikor a brit híradások beszámoltak a londoni pályázat győzelméről, azokat a párizsi képeket játszották be, melyeken hatalmas tömeg várja a franciák győzelmének bejelentését. Azonban a londoni ünnepségeket beárnyékolta a bejelentést nem egészen 24 órával követő 2005-ös londoni robbantássorozat.
| A 2012-es nyári olimpiai játékok pályázási folyamata | A 2012-es nyári olimpiai játékok pályázási folyamata | A 2012-es nyári olimpiai játékok pályázási folyamata | A 2012-es nyári olimpiai játékok pályázási folyamata | A 2012-es nyári olimpiai játékok pályázási folyamata | A 2012-es nyári olimpiai játékok pályázási folyamata | A 2012-es nyári olimpiai játékok pályázási folyamata |
| Pályázat                                             | Ország                                               | 1. kör                                               | 2. kör                                               | 3. kör                                               | 4. kör                                               |                                                      |
| ---------------------------------------------------- | ---------------------------------------------------- | ---------------------------------------------------- | ---------------------------------------------------- | ---------------------------------------------------- | ---------------------------------------------------- | ---------------------------------------------------- |
| London 2012                                          | Egyesült Királyság                                   | 22                                                   | 27                                                   | 39                                                   | 54                                                   |                                                      |
| Párizs 2012                                          | Franciaország                                        | 21                                                   | 25                                                   | 33                                                   | 50                                                   |                                                      |
| Madrid 2012                                          | Spanyolország                                        | 20                                                   | 32                                                   | 31                                                   | —                                                    |                                                      |
| New York 2012                                        | Amerikai Egyesült Államok                            | 19                                                   | 16                                                   | —                                                    | —                                                    |                                                      |
| Moszkva 2012                                         | Oroszország                                          | 15                                                   | —                                                    | —                                                    | —                                                    |                                                      |

### A pályázat néhány adata
A pályázati folyamatban a londoni pályázat új létesítmények, korábbi, már felépített épületek és ideiglenes beruházások egy sorát ígérte, beleértve az Olimpiai Stadiont (Olympic Stadium) 80 000 férőhelyét és az új Wembley Stadiont. Ezen létesítmények három különböző zónába lettek besorolva a londoni agglomeráción belül, így létrejött: az olimpiai zóna (Olympic Zone), a folyami zóna (River Zone) és a központi zóna (Central Zone), kiegészítve néhány további, végszükség esetén használható épülettel, melyeket a Londont és agglomerációit magába foglaló területen kívül helyeztek el.
Az olimpiai falu az ígéreteknek megfelelően 17320 ággyal rendelkezik majd, az alapvető szolgáltatások mellett kényelmes és tágas teret biztosítva a sportolóknak.
A pályázatban a londoni tömegközlekedés javítását is beígérte a pályázati bizottság, mely magába foglalja a londoni metróhálózat nyugat-londoni vonalának kiterjesztését a Docklands Light vasút és az észak-londoni vonal fejlesztését és az új "gerely" szolgáltatást.

## Olimpiai fejlesztések és felkészülés

### Fejlesztések a pályázatot követően

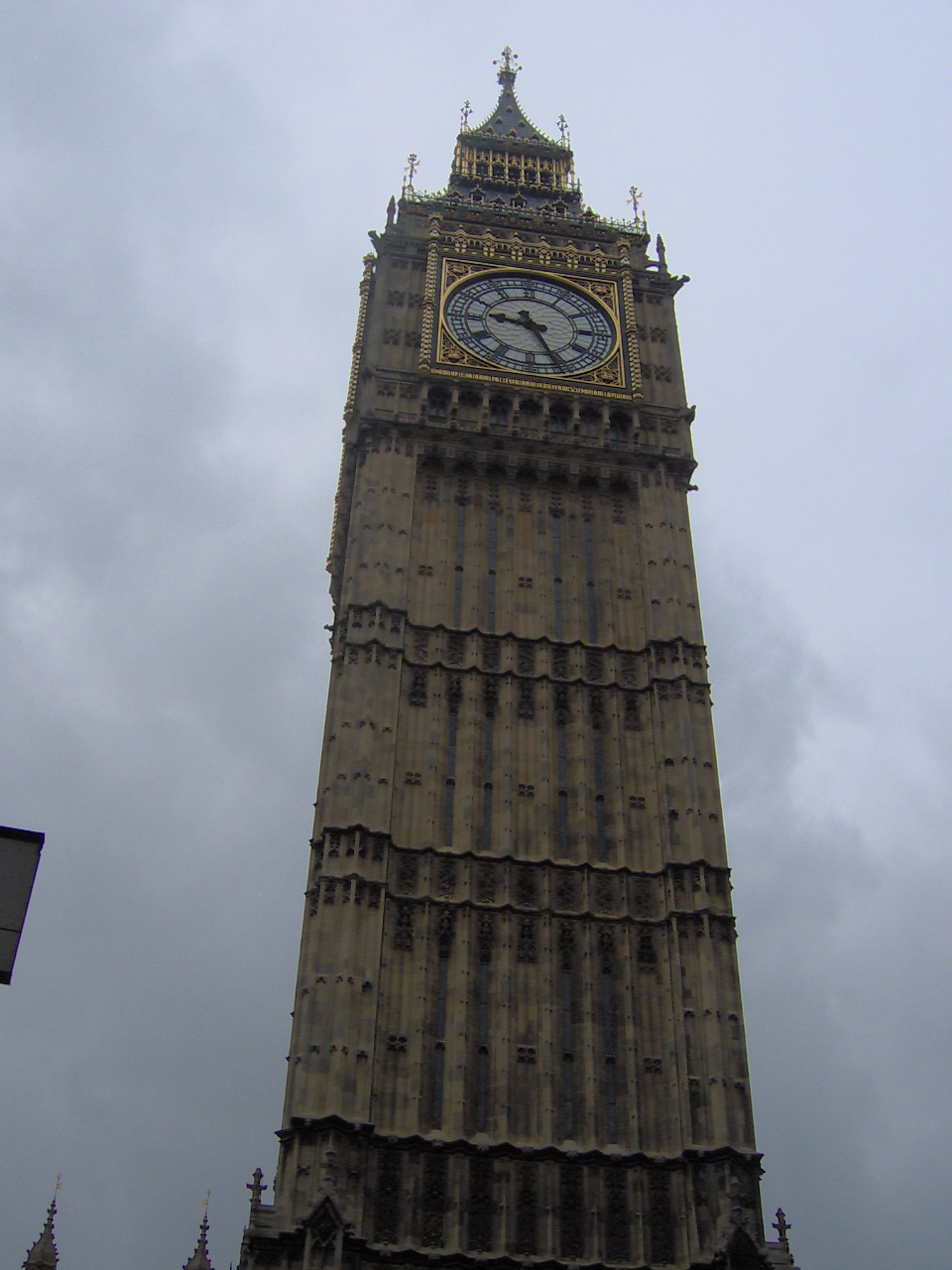
London egyik jelképe, a Big Ben harangot magába foglaló óratorony (a Clock Tower)

A Londoni Olimpiai Játékok Szervezőbizottsága (London Organising Committee for the Olympic Games) annak érdekében alakult, hogy felügyelje a játékokra való fejlesztések sikerességét a pályázat megnyerését követően. A testület első ülését 2006. október 7-én tartotta. A Lord Sebastian Coe elnökölése alatt működő bizottság felelőssége a játékok sikeres megvalósítása, míg az Olimpiai Kivitelezési Szerv (Olympic Delivery Authority) a létesítmények és az infrastruktúra beruházásait hivatott ellenőrizni.
A Kormány Olimpiai Végrehajtó Szerve (Government Olympic Exetcutive; GOE), egy a brit Kulturális, Média- és Sportminisztérium (Department for Culture, Media and Sport; DCMS) hatáskörébe tartozó szervezet, a 2012-es londoni olimpia koordinálásáért felelős ügyosztály a kormány részéről. A GOE a minisztérium államtitkárán keresztül értesíti a Londoni Olimpiai Minisztert (Secretary to the Olympics, Paralimpics and London), Tess Jowellt.
A pályázat kezdete óta természetesen a játékok tekintetében számos nézőpont megváltozott, ill. továbbfejlődött.

### Létesítmények, infrastruktúra
A 2012. évi nyári olimpiai és paralimpiai játékok rendezvényei számos újonnan épített, már létező ill. történelmi épületeket is rendezési helyszínként tudhat magáénak. Emellett olyan ideiglenes helyszínek is megjelennek a tervben, mint a méltán híres Hyde Park és a brit Lovas Testőrség Felvonulási Tere (Horse Guards Parade). A Millennium Dómot (Millennium Dome) érintő problémák hátterében az a prófécia áll, hogy nem lesz több fehér elefánt a játékok megrendezését követően. Néhány új épületegységet újra felhasználtak, s az olimpia helyszíneivé alakítottak át, mint amilyen a bejelentett 80 000 férőhelyes stadion, míg más építményeket átméreteznek, másokat pedig áthelyeznek máshova az Egyesült Királyságon belül. A tervek hozzájárulnak a közeli Lower Lea Valley ("a Lea folyó alsó völgye") és a London keleti felében megbúvó Stratford újjáépítéséhez, amely az Olimpiai Park feladatait látja majd el.
Természetesen ezen beruházások magukkal hozták néhány magántulajdonban levő épület megvásárlását, melyeket az olimpiai létesítmények helyigényének és az infrastrukturális fejlesztések érdekében leromboltak. Ezt sokan vitatták, köztük az érintett tulajdonosok, akik a felajánlott összeget nevetségesen kevésnek tartották. Ezen felül az évszázados múlttal rendelkező Manor Garden Allotments (dolgozóknak kiosztott földparcellák) épületeinek fejlesztése közösségi kampányt szült, illetve a Clays Lane lakónegyed teljes lerombolását is erősen ellenezte a helyi lakosság.
A létesítmények legtöbbjét London valódi városának három zónájába sorolták be: az Olimpiai Zónába, a Folyami Zónába és a Központi Zónába. Ezekhez az egységekhez csatlakozik még a London agglomerációiban elhelyezendő Weymouth és Portland Nemzeti Vitorlázási Akadémia (Weymouth and Portland National Sailing Academy) a dorseti Portland-szigeten, – itt rendezték a vitorlás versenyszámokat, Hertfordshire-ben Tring, honnan az 50 kilométeres gyaloglás számát indították – és számos stadion szerte az egész Egyesült Királyságban, mint amilyen a Cardiffban 1,4 milliárd dollárból megépített sportfalu. Az Olimpiai Parktól 170 km-re északnyugatra, Coventryben lévő Ricoh Arena ad otthont a futballversenyeknek.
A műugrás, úszás, szinkronúszás és vízilabda sportoknak a vadonatújan épült Aquatic Centre adott otthont. A hatalmas létesítmény egy 25 és egy 50 méteres medencét foglal magába. Az épületet egy 160 méter hosszú és 70 méter széles tető fedi, 17 és fél ezer ember befogadására képes. Az olimpia után ezt a számot két és fél ezerre szűkítik, az ideiglenes jelleggel épített ülőalkalmatosságok visszabontásával. London polgármestere, Boris Johnson ezt nyilatkozta az épületről, amikor először látta készen:
„Valóságos építészeti költemény” – „Nem hittem volna, hogy ennyire szép lesz!”

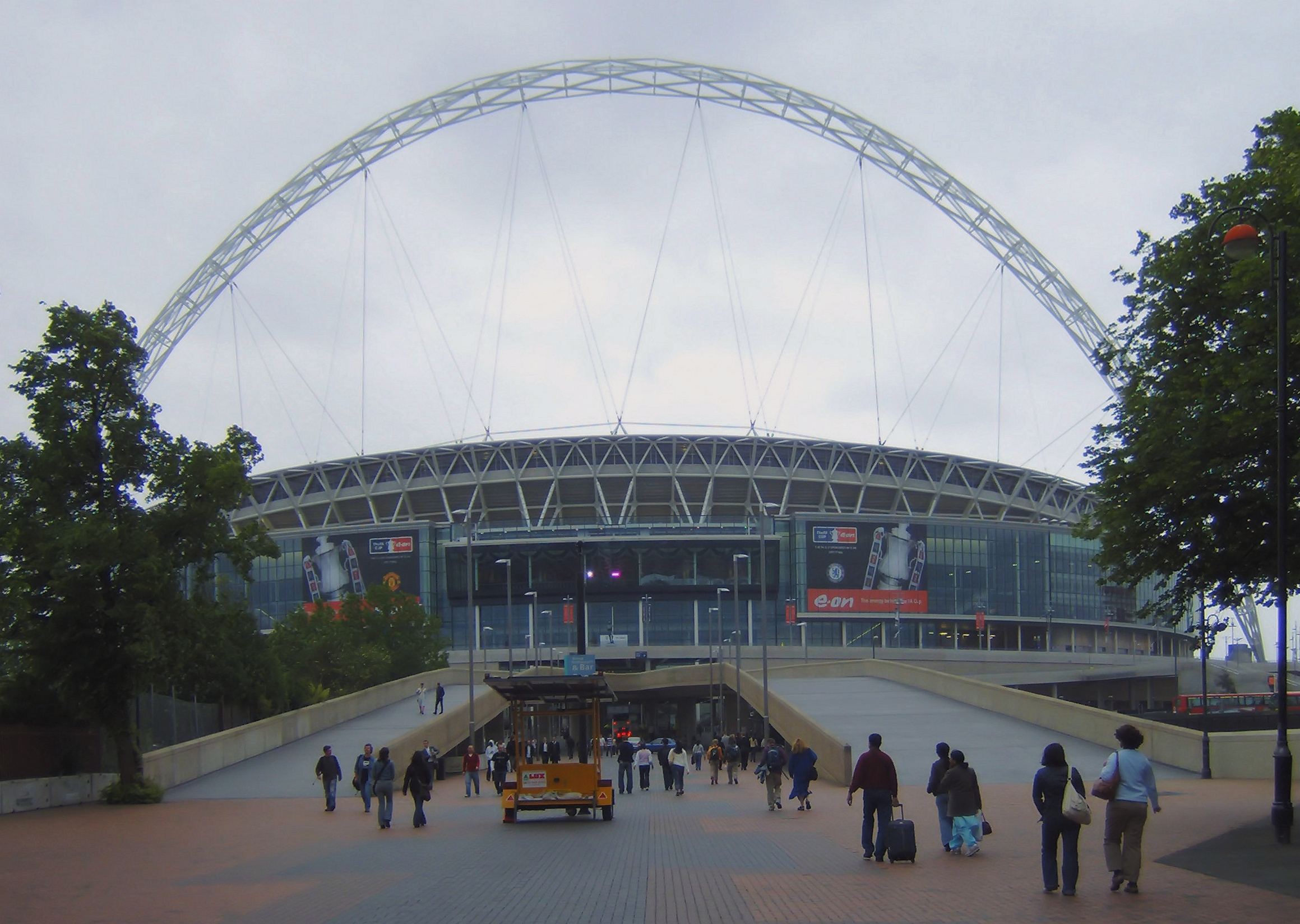
A Wembley Stadion, a valaha épített legdrágább stadion[18] a labdarúgó-mérkőzések egyik helyszíne.
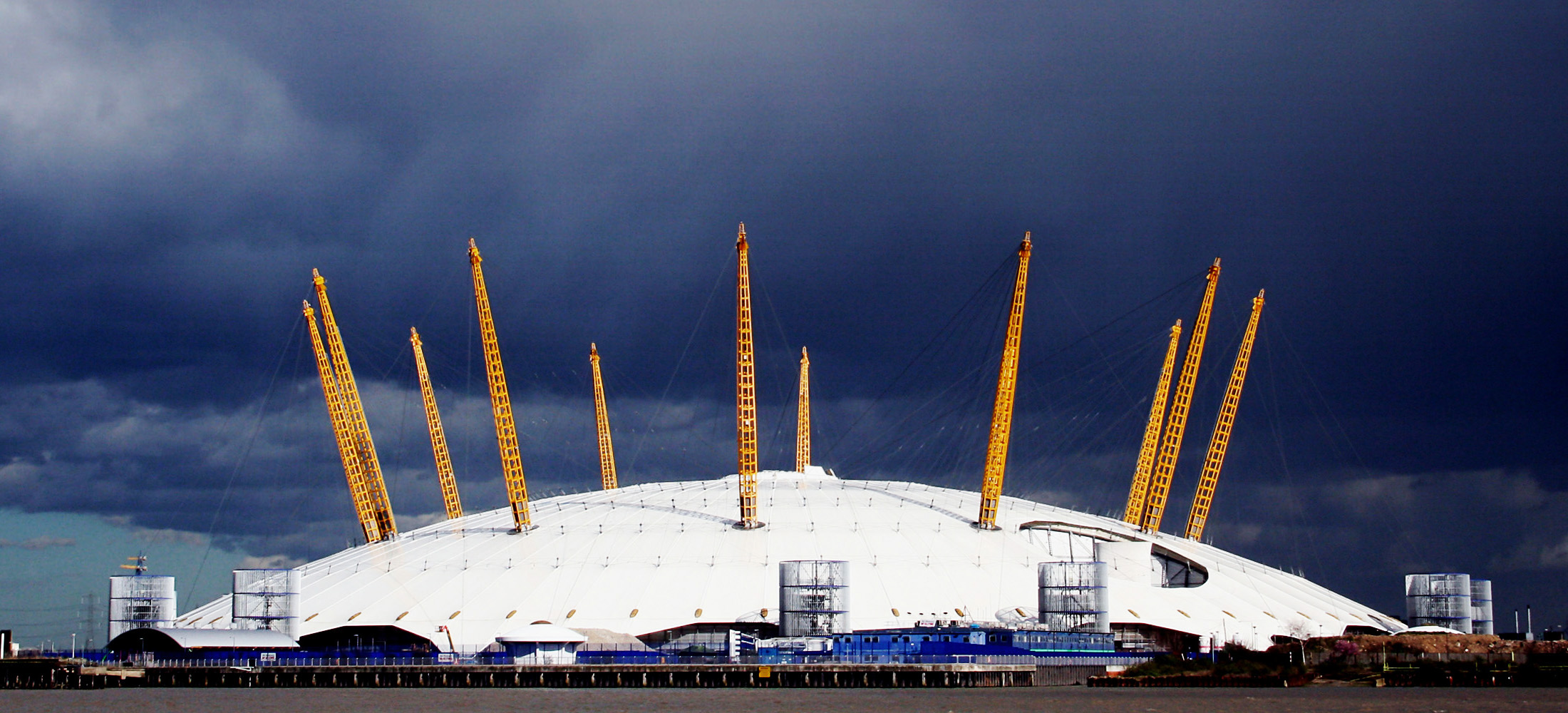
Az O2 a torna és a kosárlabda versenyeit lebonyolító stadion
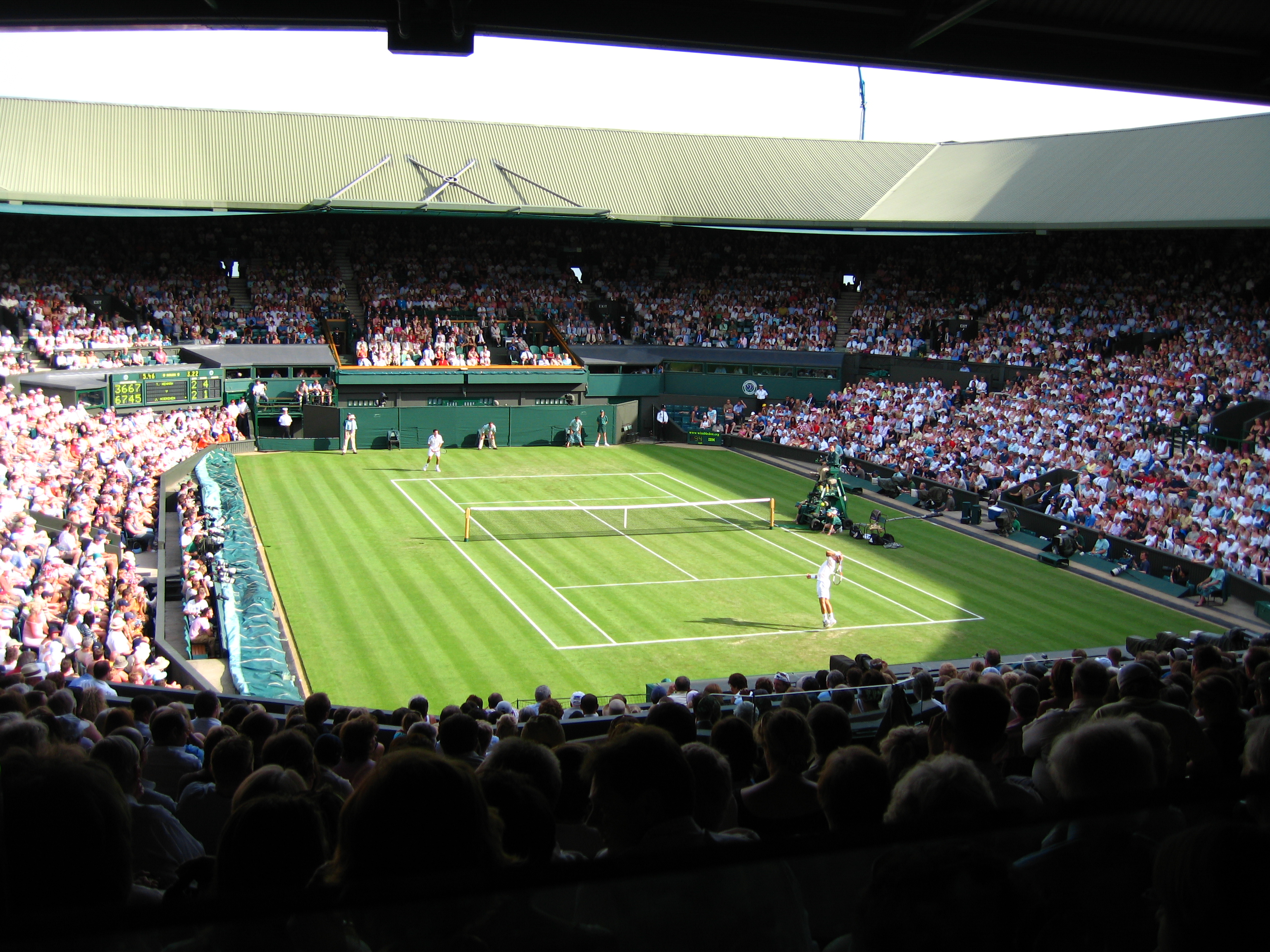
Wimbledonban az All England Club a teniszversenyek egyik helyszíne
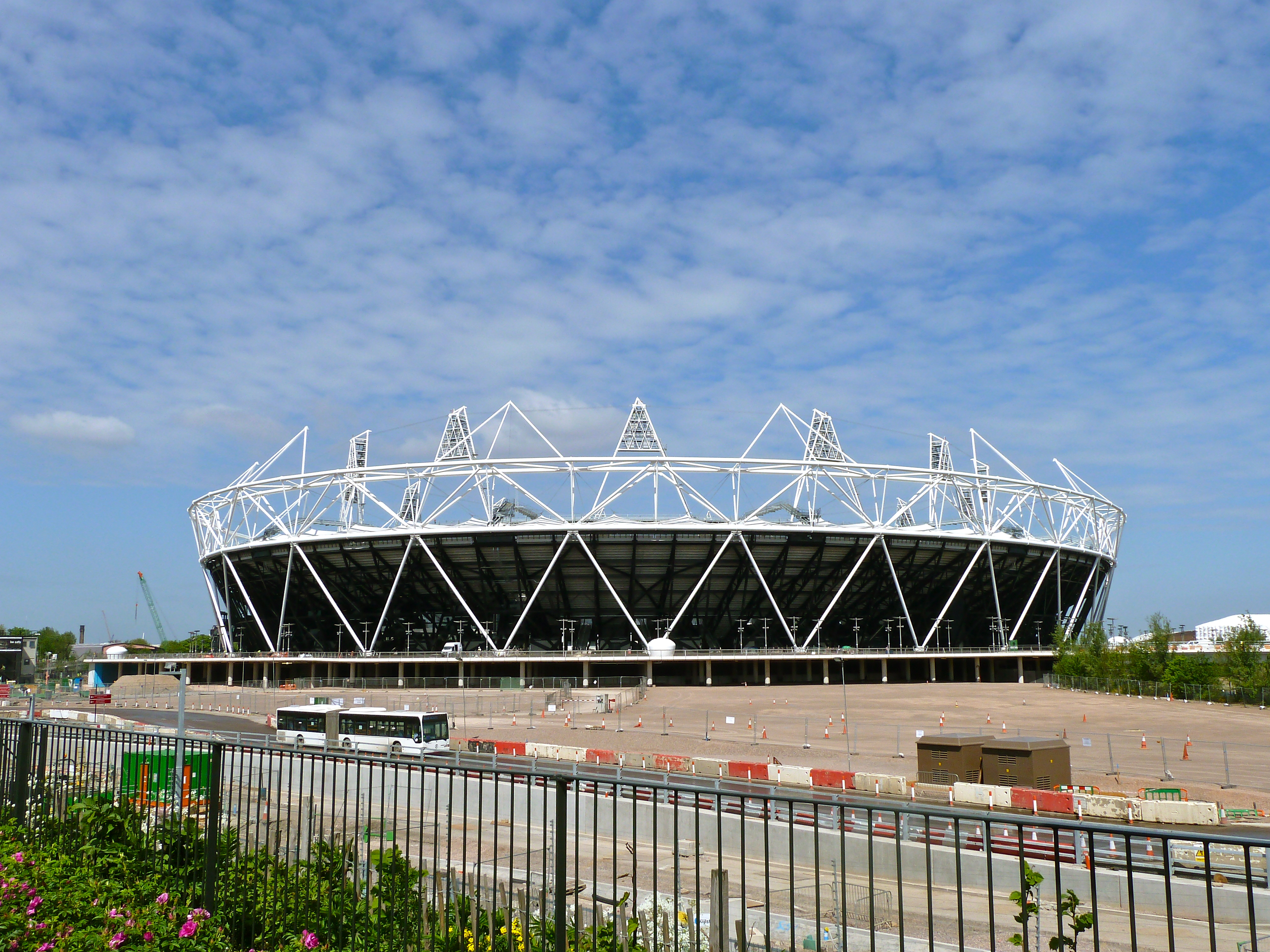
A londoni Olimpiai Stadion 2011 áprilisában
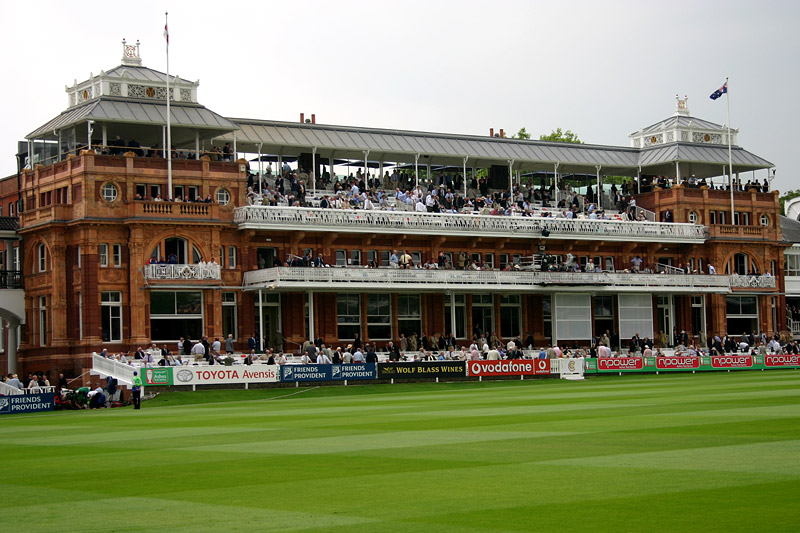
A Lord's Cricket Ground az olimpia vívószámainak a helyszíne

### Tömegközlekedés

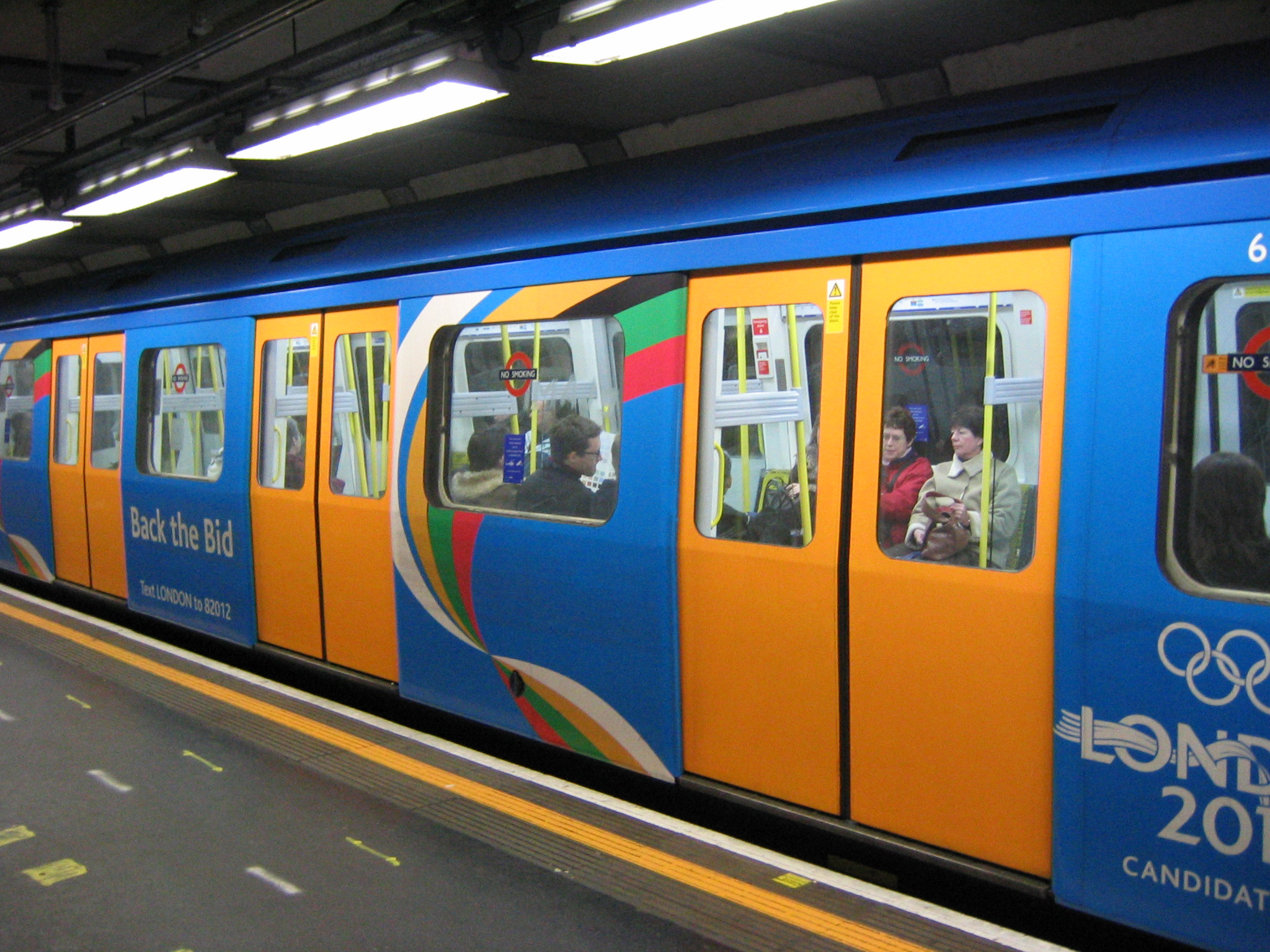
A londoni metró szállítja a látogatókat az olimpiai létesítményekhez.

A londoni tömegközlekedés, mely az állítások szerint a legpocsékabb kezdeti értékelést érte el a londoni pályázatot tekintve a NOB tagjai között, hatalmas fejlesztéseket vonz magával, beleértve a londoni metróhálózat kelet-londoni vonalának kiterjesztését, a Docklands Light vasút és az észak-londoni vonal fejlesztéseit. Egy új gyorsvasút kivitelezését is tervezik a szervezők, melyet „gerely” („Javelin”) névre kereszteltek.
A rendezvénysorozat szervezőinek kijelentései arra utalnak, hogy az olimpiai játékok rendezvényeit 100%-osan tömegközlekedési eszközökkel is el lehet majd érni. Szintén terveik között szerepel, hogy az olimpikonok kevesebb mint 20 perc alatt elérhessék versenyeik helyszínét. A Parkban tíz különálló vasúti vonal fog működni, amely mintegy 240 000 utas szállítására képes óránként. A parkot és a rendezvényszínhelyeket mind úgy tervezik majd meg, hogy a játékok idejére csökkentsék a városban közlekedő forgalmat.
A közönség közlekedésének támogatásáért szólalt fel az ezért felelős ügynökség. A támogatási javaslat a London külvárosaiban, vagy attól távolabb zajló eseményekre való gazdaságosabb eljutást eredményezheti. Különösen a vitorlás helyszín, Portland helyezkedik el olyan területen, ahova nem lehet eljutni közvetlen autópályán, a helyi fő- és mellékutak pedig a már most létező turistaforgalom miatt szinte állandóan telítettek nyáron. Csak korlátozott terület áll rendelkezésre a Southamptont követő délnyugati fővonalon bevezethető különleges rendelkezéseken. A játékok szervezői a korábbi olimpiák tapasztalataiból táplálkozva kevesebb látogatót várnak a vitorlás helyszínre, mint ahány korábban megjelent a portlandi tengerészeti akadémia egyéb nagyszabású rendezvényein (Carnival, Tall Ships Race).
2010 januárjában a délkelet-angliai regionális közlekedési bizottság aggodalmának adott hangot, hogy az Olimpiai Fejlesztési Bizottság tömegközlekedést fejlesztő terve nem számol az autóbuszos közlekedést érintő hosszú távú következményekkel. Jelentésükben a következő olvasható: „A bizottság egy szélesebb területet lefedő tömegközlekedési hálózat terveit dolgozta ki, de ugyanakkor aggodalomra adhat okot a tanulmány nem kellő színvonalú megalapozottsága.” Az ODA 2010. február 15-én bejelentette, hogy a játékok buszos tömegközlekedési igényeinek kielégítésére a FirstGroupot választották ki. Ez magában foglalja a stadionok megközelíthetőségét, az M25 melletti parkolóhelyek és az Olimpiai Park, valamint Ebsfleet közötti forgalom lebonyolítását, és az ország különböző pontjairól is ez a szolgáltató indít majd buszokat az Olimpiai Parkhoz és a Weymouth és Portland-i Nemzeti Vitorlás Akadémiához. Összességében ehhez 500 autóbuszra lesz szükség, de ezek közül többet kiszerveznek majd.

#### Drótkötélpálya a Temze felett
25 millió fontból egy olyan drótkötélpályát építettek ki a Temze fölött, mely összeköti a 2012-es olimpia helyszíneit. A Temzét a Greenwich-félsziget és a Royal Docks között metszi át, és az 50 méter magasan üzemelő szerelvény óránként 2500 személyt tud szállítani.
Azért hozták létre, hogy rövidebb idő alatt meg lehessen tenni az O2 Aréna és az ExCeL London közötti távolságot. Mindkét építmény az olimpia helyszíne. A magánpénzből készült beruházás segítségével félpercenként indulhattak járatok.
A Transport for London beszámolója szerint a magánszektor több szereplője is érdeklődött a beruházás iránt.

### Pénzügyek
A játékok megrendezésére fordítandó kiadásokat két csoportra osztják: a helyszínek megépítésére és az infrastruktúrára; illetve az Olimpiai Park területének felfejlesztésére. Míg a játékokat magánkézből érkező támogatásokból finanszírozzák, a versenyek helyszínei, valamint a park költségeit közpénzekből fizetik.
2007. március 15-én Tessa Jowell bejelentette az angol alsóháznak, hogy az olimpiai helyszínek és az infrastruktúra fejlesztésére 5,3 milliárd £ szükségeltetik, emellett kiderült az is, hogy a Lower Lea Valley újjáépítése 1,7 milliárd £-ot emészt majd fel.
Mindezek tetejében a hölgy azt is közölte, hogy az esetlegesen felmerülő mellékköltségekre még ezen kívül 2,7 milliárd £-ot lenne ajánlatos fordítani, a biztonsági és rendőri intézkedések előreláthatólag 600 millió £, a brit áfa (VAT) újabb 800 millió £, míg a paralimpiai játékok közel 400 millió £ összeget tesznek majd ki. Ezek alapján, beleértve a játékok költségvetését és a brit főváros keleti részének felfejlesztését, a játékok megrendezésének teljes költsége 9,345 milliárd £ körül mozog (ez nagyjából 3270 milliárd forint összegnek felel meg). Ken Livingstone, a házigazda város főpolgármestere biztosította a játékok szervezéséért felelős bizottságot, hogy mindenképpen profitálni fognak a nagy eseményből.
A sportesemények megszervezését (2 milliárd £-ot) a privát szektor finanszírozta szponzori társulások, reklámok, jegyeladások és közvetítési jogok felhasználásával. Ezt a költségvetést a londoni 2012-es olimpia szervezőbizottsága tartja kézben. A versenysorozat rendezői szerint a költségvetés a következőkből fog összetevődni:
- 63% a brit kormánytól
- 23% a nemzeti lottóbevételekből
- 13% a londoni főpolgármestertől és a London fejlődéséért felelős ügynökségtől

2007. augusztus 18-án a Belfast Telegraph azt jelentette, hogy az olimpiai játékok rendezésének jogának sokkal visszafogottabb a sikere, mivel egyre inkább tudatosodik a közvéleményben az atlétikai sportok megrendezéséhez szükséges létesítmények hatalmas költsége. A kormány által 2007. augusztus 19-én tett ígéret szerint a többi sportkiadás visszafogásával lesz elegendő pénz az olimpiára.
2007 novemberében Edward Leigh képviselő a megrendezéshez nélkülözhetetlen költségek jelentős alábecslése miatt kritizálta a szervezőket, és azt sugallta, hogy vagy rosszul dolgoztak, vagy nem kompetensek a kérdésben.
A szervezés finanszírozásának forrása ügyében is kétségek merültek fel. A londoni tanács kulturális és sport bizottsága által 2008 februárjában elkészített jelentése bírálja, hogy a szükséges pénzeszközöket a londoni sportolóktól és csapatoktól vonják el. Mások azt sérelmezték, hogy az olimpia finanszírozása az országban más területeket hoz hátrányos helyzetbe. Wales-ben a Plaid Cymru fogalmazta meg aggályait amiatt, hogy a játékok Wales-től von el pénzt, mivel országos, és nem csupán angliai szintű forrásokat használnak. A Wales on Sunday újság Tony Blair miniszterelnökre hivatkozva azt állítja, megszegte azt az ígéretét, mely szerint a National Lottery pénzét nem használja az olimpia céljaira.
2009 decemberében a Fejlesztési Bizottság 702 millió fontot ítélt meg a programokat támogató szervezetnek. Ebből kell kipótolni a Falu és a Médiaközpont elkészítéséhez még hiányzó összeget. Erre azért volt szükség, mert a 2008–2010-es gazdasági válság miatt nem tudtak megfelelő feltételekkel a szabad piacról forráshoz jutni. A kormány olimpiai illetékese és az Olimpiai Fejlesztési Tanács további 1,27 milliárd fontot tett félre a még előre nem látható kiadások fedezésére.

### Támogatók
A londoni olimpiai játékok megrendezésének költségének fedezése érdekében a rendezők több nagyobb céggel támogatási szerződést kötöttek.
A hazai főtámogatók az Adidas, a BMW, a BP, a British Airways, a BT, az EDF Energy és a Lloyds TSB.
Ezüst fokozatú támogatók: Adecco, ArcelorMittal, Cadbury, Cisco, Deloitte, Thomas Cook Group, UPS.
További 28 belföldi cég segíti és támogatja az olimpiát. Ezek: Aggreko, Airwave, Atkins, Boston Consulting Group, CBS Outdoor, Crystal CG, Eurostar, Freshfields Bruckhaus Deringer LLP, G4S, GlaxoSmithKline, Gymnova, Heathrow Airport, Heineken UK, Holiday Inn, John Lewis, McCann Worldgroup, Mondo, Nature Valley, Next, The Nielsen Company, Populous, Rapiscan Systems, Rio Tinto, Technogym, Thames Water, Ticketmaster, Trebor és Westfield.
Rajtuk kívül 11 világcég is ott van az olimpia főtámogatói között: Coca-Cola, Acer, Atos Origin, Dow Chemical Company, GE, McDonald’s, Omega, Panasonic, Procter and Gamble, Samsung és a Visa.

### Jegyeladás
A szervezők a londoni olimpia rendezvényeire elérhető jegyek számát 8 millióra becsülik, míg a paralimpiai játékokra 1,5 millió jegy áll majd a közönség rendelkezésére. 2010. március 22-től lehetett jegyeket foglalni. A jegyeket 2011. március 15-e és április 26-a között lehetett egy regisztrációs portálon keresztül igényelni. A jegyek többsége 20 £ alatt már elérhető lesz, de a megnyitó ünnepségre adtak ki 2012 fontba kerülő jegyet is. Azokra az eseményekre, melyekre túl sok foglalás történt, sorshúzással döntik el, kié lesz az adott jegy. Az ezalatt el nem kelt jegyeket 2011. végén újra megpróbálják értékesíteni. Mintegy egymillió bónról lehet szó. A jegyértékesítés második körét előre hozták 2011. június-júliusra. Ekkor azok kaphatnak jegyet, akik sikertelenül pályáztak az első körben. A jeggyel rendelkezők az adott napon ingyen vehetik igénybe a londoni közösségi közlekedés eszközeit. Nagyjából az olimpiai játékokra megvásárolható jegyek 82%-a, a paralimpiai játékokon elérhető jegyek 63%-a talál gazdára a becslések szerint. A csak jeggyel megtekinthető rendezvények mellett ingyenes események is szerepelnek a programban. Ilyen a maratoni futás, a triatlon és az országúti kerékpározás.

### Vallási ellentmondás
Néhány muzulmán ország képviselője hangot kívánt adni abbeli aggályának, hogy a játékok pont az iszlám szent havában, a Ramadán ideje alatt zajlanak majd, amely 2012. július 21-től 2012. augusztus 20-ig tart majd. A Ramadán böjti hónapjának ideje alatt a muzulmán hitűek napkeltétől napnyugtáig böjtölnek, amely szokás kellemetlenül érintené a muszlim vallású olimpikonokat. A muzulmán országok arra kérték a szervezőbizottságot, hogy tegyék át más, nem a Ramadán időszakába belelógó időre a rendezvénysorozat időpontját.

### Szimbólum
Két 'London 2012' feliratot hordozó logó is készült: az egyik a Kino Design tervei által készült a pályázatra, a másik pedig a játékok szimbólumaként. Az utóbbit Wolff Olins tervezte, melyet 2007. június 4-én mutattak be a nagyközönség előtt, s melynek előkészítése 400 000 £ összeget jelentett. Ez az új szimbólum a 2012-es szám képviseletében áll, mely szám az olimpiai ötkarikát a 0 számjegyben hordozza. A logót számos színben elkészítették, s első alkalommal az olimpiák történetében egyazon témán alapuló logót használ mind az olimpiai mind a paralimpiai játékok.
Hosszú idő óta ez az első alkalom, hogy egy olimpiai játék olyan logót fogad el, mely nem felel meg teljesen annak a központi előírásnak, mely szerint Város/Év formában kell szerepelnie az adatoknak, s a kép alján az olimpiai öt karika színes képének kell megjelennie.
2008 októberében bejelentették, hogy a logóval ellátott ruházati termékek 20%-át az Adidas Oxford Street-i üzletében fogják értékesíteni, míg az az itteni eladótérnek csak az 5%-át birtokolja.
2011-ben Irán tiltakozott amiatt, hogy a logó szövegét akár zionnak is lehet olvasni. (Ennek magyar megfelelője Cion.) Emiatt az ország az olimpiától való távolmaradással fenyegetőzött. Irán a panaszát benyújtotta a Nemzetközi Olimpiai Bizottságnak, melyben a logót rasszistának minősítette. Azt kérte, hogy a szimbólumot vonják vissza, a tervezőket pedig vonják felelősségre. A NOB nem adott helyet a kéréseknek, de Irán bejelentette, hogy így is részt vesz az olimpián.

### Kritikák
Az olimpiák történetében ez az első olyan zászló, mely több színt használ. A megszokott színek közé tartozik a zöld, a magenta a narancssárga és a kék, azonban az átadási ünnepség támogatása miatt belerakták a brit zászló színeit is. A szponzorok színei is bent vannak a logóban. A legszembetűnőbb a Lloyds TSB-é és az Adidas-é.
A London 2012 szervezőbizottságának állítása szerint az új logó a fiatalabb korosztályt hivatott megragadni. Sebastian Coe kijelentette, hogy a logóval a fiatalokat is aktívabban be tudják majd vonni – márpedig épp ez lesz az, ami az egyik legnagyobb kihívást fogja jelenteni a bizottság számára a következő öt évben. Egy megfigyelő, egy reklámügynökség ügyvezető igazgatója szerint a szimbólum mintegy a megszólalásig hasonlít az 1974. és 1982. között sugárzott Tiswas nevű gyermekek számára készült televíziós műsor logójára, hozzátéve azt, hogy a fiatalok számára való tetszelgés igen nehéz feladat, s hogy megfelelő számú sikeres próbálkozással ennek ellenére elérhető a kívánt hatás.
A publikum kezdeti reakciója a logóval kapcsolatban a BBC weboldalának felmérése alapján igen negatív visszajelzéseket kapott: az első 16 000 szavazat több mint 83%-a a legalacsonyabb értékelést adta a logóra. A legtöbb kritika azon alapul, hogy a szimbólum grafikája már „kiment a divatból", illetve, hogy a logó nem igazán jelképezi a várost. Számos újság és magazin megrendezte a saját kis logóversenyét, rengeteg alternatív variációt kicsikarva olvasóikból. A The Sun magazin egy makákó majomról mintázott logótervet hozott nyilvánosságra.
Egy internetes petíciót is közreadtak annak érdekében, hogy a logót tervezzék át. A követelménylevelet az első két napban rögtön 48 615 ember aláírása hitelesítette, azonban végül a petíciót mégsem nyújtották be, ugyanis kiderült, hogy nagyon kicsi rá az esély, hogy a petíció eredményeként megváltoztatnák a játékok szimbólumát.
Több forrás is érdekes megnevezéssel illette a londoni olimpia logóját: egyesek a „törött ablak”, mások a „hiphop graffiti ”névvel illették, s voltak, akik egy „eltorzított horogkereszt”-hez hasonlították. Egy brit weboldalon nyilvános paródiát indított el, mely a világhálón körlevélként keringett. A paródia arról szólt, hogy a Waffen-SS beperelte a londoni olimpiai játékok szervezőit logójuk ellopásáért. Másokat a szvasztikára emlékezteti.
Egy animált filmrészlet megjelenéséről számoltak be egyes források, amely épp egyidőben jelent meg a 2012-es londoni olimpia hivatalos logójával. A felvétel néhány fényérzékeny epilepsziában szenvedő beteg esetében rohamot idézett elő. Az Epilepsy Action segélyszervezet számos telefonhívást kapott, melyek epilepsziás rohamok elszenvedéséről számoltak be azáltal, hogy megnézték a promóciós filmfelvételt a televízióban. Válaszul a kisfilm lekerült a London 2012 promóciós oldaláról. Ken Livingstone, a londoni főpolgármester azt mondta, hogy a filmet elkészítő vállalat egyetlen penny-t sem érdemel ezért az – ahogyan ő fogalmazott – "katasztrofikus hibáért".
Néhány, az illem mellett kiálló szervezet azért kifogásolja a jelképet, mivel szerintük a kép nagyon hasonlít egy olyan jelenetre, melynek során egy személy orálisan kielégít egy férfit. Ezt akkor lehet látni, ha a bal kép a férfi és a jobb kép a fogadó partner. Ez leginkább a második kettes és az egyes (mely egy kezet ábrázolhat) és a nulla (mely egy fejet ábrázolhat) miatt alakult ki. A második kettes alakja arra enged következtetni, hogy a jobb oldali kép letérdel a bal oldali kép elé. A logó miatt több érdekvédő csoport is bírósági eljárást indított a Wolff Olins ellen.

### Kabalaállatok
2010. május 19-én mutatták be a 2012. évi nyári olimpia és paralimpia kabalaállatait. Vancouver után ez volt a második alkalom arra, hogy az olimpia és a paralimpia kabalaállatait egyszerre mutatták be. Wenlock és Mandeville két rajzfigura, akik boltoni acélból készült társaik rajzolt változatai. Wenlock a shropshire-i Much Wenlockról, a mai olimpia előfutárának a helyszínéről, míg Mandeville Stoke Mandeville-ről, az első paralimpia egyik válogatójának buckhinghamshire-i helyszínéről kapta a nevét. Megalkotásuk 400 000 fontba került. Michael Morpurgo író készítette el a kabalaállatok körüli történetet, melyet animálva is elkészítettek.
A kabalaállat jelölteket több, mint száz tervező munkájából válogatták ki úgy, hogy a közvéleményre bízták a döntést a választáshoz.

## Átadási ünnepség
Az átadási ünnepség azt a pillanatot jelölte, mikor pekingi olimpián az olimpiai zászlót átadták Londonnak, a következő rendező városnak. Már ezt jóval megelőzően elkészítették az átadás–átvétel pontos menetrendjét, mely szerint Boris Johnson, London polgármestere vette át a zászlót az előző rendező vezetőjétől, Guo Jinlong pekingi polgármestertől, majd a „Zoo Nation városi táncegyüttes, a Royal Ballet és a fogyatékosokból álló Candoco tánccsoport szerepelt”. A szokásos ruhába öltözött londoniak egy gyalogátkelőhelynél vártak egy emeletes buszt. Ez a busz Philip Sheppard zeneszerző zenéjére körbejárta a stadiont, megállt a kijelölt helyen, ahol híres londoni helyszíneket – a Tower Bridge-t, a The Gherkint és a London Eye-t – ábrázoló fagyalsövénnyé alakult át. Ezt követően Jimmy Page és Leona Lewis előadták a Led Zeppelin klasszikus számát, a Whole Lotta Love-t és David Beckham Elspeth Hanson hegedűs és Kwesi Edman csellista társaságában a buszt körülvevő sportolók közé rúgott egy labdát.
Amikor London átvette az olimpiai zászlót, Nagy-Britanniában országszerte ünnepségeket tartottak. A BBC a BBC One-on és a BBC Radio 2-n keresztül is közvetítette a London központjában, a Mallon tartandó ingyenes "The VISA London 2012 partyt", melyen összesen 40.000 ember volt jelen a helyszínen. Országszerte minden régióban kivetítőkön mutatták a pekingi olimpia záróünnepségét, majd ezt követően magát a koncertet. Országszerte helyi közösségek is változatos ünnepeket tartottak.

## Versenyszámok
A 2012. évi nyári olimpiai játékokon összesen 26 sport 39 ága vesz részt. A 2012. évi paralimpiai játékokon összesen 20 sportág 21 szakága mutatkozik be. London pályázata az eddigi nyári olimpiákkal összhangban 28 sportágról szólt, azonban a NOB a rendező város kiválasztását két nappal követően úgy határozott, törli az olimpia napirendjéről a baseballt és a softballt. A Torinói Játékokat követően ismét szavazott a NOB, s itt is e két sportág ellen szavaztak többen. Annak ellenére, hogy Pekingben rendeztek belőlük utoljára versenyt, továbbra is olimpiai sportágak maradnak. A programból történő törlést követően a NOB ismét szavazott, hogy visszahelyezzék-e őket. A programba újonnan felvett programok a karate, a korfball, a fallabda, a golf, a rollersportok és a hétfős rögbi közül került ki. A karate és a fallabda kapta a két legtöbb szavazatot, azonban egyikük sem kapta meg a kellő számú támogatást, mely a leadott szavazatok kétharmadát jelentette volna.
Murad Qureshi, a Londoni Tanács egyik tagja nagymértékben támogatja, hogy a Twenty20 szerepeljen a londoni olimpia programján. A Twenty20 krikett eredetileg szerepelt a pályázatban, azonban a végső sportok közé nem került be. Lehet, hogy a netball bemutatóként részt vesz majd az olimpián. Ezt az elképzelést Gordon Brown miniszterelnök is támogatta, mert szerinte ez több fiatal lányt vonz majd a csapatjátékokhoz. A NOB az 1992-es játékokat követően megszüntette a bemutatójátékokat, azonban a 2008-as wushu bajnoksághoz hasonlóan – melyre a pekingi olimpiával egy időben került sor – más, az olimpián nem szereplő sportágak is szerveznek az olimpiával egy időben és egy helyen versenyeket. A NOB beleegyezett abba, hogy a Twickham Stadiumban az IRB Sevens World Series keretei között megrendezendő London Sevens rögbi uniós bajnokságot abban az évben az olimpiával egy időben rendezzék meg.
A női ökölvívás nem szerepelt a pekingi olimpia programsorozatában, azonban egyetértés volt abban, hogy az ezt követő olimpián versenyszám legyen. Az ökölvívás az egyetlen olyan sportág a nyári olimpián, melyben a nők nem vehettek részt. A Nemzetközi Olimpiai Bizottság vezetői 2008. augusztus 13-án találkoztak, s ekkor beleegyeztek abba, hogy a női ökölvívás is szerepeljen a programban. A Nemzetközi Ökölvívó Szövetség ajánlása alapján 40 ökölvívó küzd meg öt súlycsoportban.
- Asztalitenisz: ExCeL London a London City Airport közelében a kelet-londoni Royal Victoria Docknál.
- Atlétika: Olympic Stadium. A maratont a 2012-es maratoni pályán rendezik meg, mely a Tower Bridge-től a stadionig tart.
- Birkózás (kötöttfogású és szabadfogású birkózás): ExCeL London a London City Airport közelében a kelet-londoni Royal Victoria Docknál.
- Cselgáncs: ExCeL London a London City Airport közelében a kelet-londoni Royal Victoria Docknál.
- Evezés: Eton Dorney, a Windsor Castle közelében, Londontól körülbelül 25 mérföldre nyugatra.
- Gyeplabda: Hockey Centre az Olympic Park északnyugati részén.
- Íjászat: Lord´s Cricket Grounds.
- Kajak-kenu (kajak-kenu szlalom versenyszámok): Broxbourne, River Lee Country Park a Lee Valley Parkban Hertfordshire-ben, az olimpiai falutól 30 km-re északra.
- Kajak-kenu (síkvízi kajak-kenu versenyszámok): Eton Dorney, a Windsor Castle közelében, Londontól körülbelül 25 mérföldre nyugatra.
- Kerékpározás (közúti kerékpározás, kerékpározás pályán, hegyi kerékpározás, gördeszkázás,[62] BMX-verseny versenyszámok): Regent´s Park. VeloPark az Olympic Park északi részén és a Mountain Bike-os számoknak a Hadleigh Farm.
- Kézilabda: Handball Arena az Olympic Park nyugati részén.
- Kosárlabda: Basketball Arena (az Olympic Stadiumtól északra) az Olympic Parkban és a North Greenwich Arenában.
- Labdarúgás: Az Egyesült Királyságban országszerte számos stadionban. A döntőt a Wembley Stadionban játsszák.
- Lovas sportok (lóugratás, díjugratás versenyszámok): Greenwich Park.
- Sportlövészet: Royal Artillery Barracks. Woolwich Common London északkeleti részén, a világörökség részeként számon tartott Greenwich Park közelében.
- Ökölvívás: ExCeL London a London City Airport közelében a kelet-londoni Royal Victoria Docknál.
- Öttusa: Olympic Stadium, Greenwich Park.
- Röplabda (beltéri röplabda versenyszámok): Indoor Earls Courts.
- Röplabda (strandröplabda versenyszámok): Horse Guard Parade.
- Súlyemelés ExCeL London a London City Airport közelében a kelet-londoni Royal Victoria Docknál.
- Taekwondo ExCeL London a London City Airport közelében a kelet-londoni Royal Victoria Docknál.
- Tenisz: Wimbledon.
- Tollaslabda: Greenwich Arena.
- Torna (műtorna, ritmikus gimnasztika és ugrószőnyeg versenyszámok): Greenwich és North Greenwich Arenas.
- Triatlon: Hyde Park.
- Vitorlázás: The Weymouth and Portland National Sailing Academy, Anglia keleti partjainál.
- Vívás: ExCeL London a London City Airport közelében a kelet-londoni Royal Victoria Docknál.
- Vízi sportok (részterületei: műugrás, úszás, szinkronúszás és vízilabda): az Olimpiai Parkban az Aquatic Centerben.

## Részt vevő nemzetek
204 nemzet képviseltette magát sportolóival az olimpián. A megszűnt Holland Antillák olimpiai bizottsága szeretett volna saját jogon versenyzőket nevezni a következő játékokra, de a NOB 123. ülésszakán megszüntette a bizottság tagságát, ennek ellenére lépéseket tett annak érdekében, hogy a kvalifikált versenyzők ott lehessenek az olimpiai játékokon. A játékokra kvalifikált három sportoló egyéni olimpiai versenyzőként indulhatott az olimpián. Hozzájuk társulva egyéni olimpiai versenyzőként indult Dél-Szudán egyetlen olimpiai indulója, Guor Marial maratoni futó is, mivel a 2011 júniusában függetlenné vált állam még nem alapította meg saját önálló olimpiai bizottságát.
Három NOB-tagországot, Szaúd-Arábiát, Katart és Bruneit kritikák érték a Nemzetközi Olimpiai Bizottság részéről, mivel kizárólag férfi sportolókat küldött az olimpiára. Mindezek hatására Szaúd-Arábia végül benevezett két női sportolót is.
A következő lista azokat az országokat tartalmazza, amelyekből legalább 1 versenyző megszerezte az olimpián való indulás jogát. 2012. július 17-ig ezt a kritériumot a NOB mind a 204 tagországa teljesítette (zárójelben az olimpiára induló versenyzők száma látható):
| - Afganisztán (AFG) (6) - Albánia (ALB) (11) - Algéria (ALG) (39) - Amerikai Szamoa (ASA) (5) - Amerikai Virgin-szigetek (ISV) (7) - Andorra (AND) (6) - Angola (ANG) (34) - Antigua és Barbuda (ANT) (4) - Argentína (ARG) (137) - Aruba (ARU) (4) - Ausztrália (AUS) (410) - Ausztria (AUT) (70) - Azerbajdzsán (AZE) (53) - Bahama-szigetek (BAH) (23) - Bahrein (BRN) (14) - Banglades (BAN) (5) - Barbados (BAR) (6) - Belgium (BEL) (115) - Belize (BIZ) (3) - Benin (BEN) (5) - Bermuda (BER) (8) - Bhután (BHU) (2) - Bissau-Guinea (GBS) (4) - Bolívia (BOL) (5) - Bosznia-Hercegovina (BIH) (6) - Botswana (BOT) (5) - Brazília (BRA) (259) - Brit Virgin-szigetek (IVB) (2) - Brunei (BRU) (3) - Bulgária (BUL) (63) - Burkina Faso (BUR) (5) - Burundi (BDI) (5) - Chile (CHI) (35) - Cook-szigetek (COK) (8) - Comore-szigetek (COM) (3) - Ciprus (CYP) (13) - Costa Rica (CRC) (11) - Csád (CHA) (3) - Csehország (CZE) (133) - Dánia (DEN) (113) - Dél-afrikai Köztársaság (RSA) (125) - Dél-Korea (KOR) (245) - Dominikai Közösség (DMA) (2) - Dominikai Köztársaság (DOM) (33) - Dzsibuti (DJI) (6) - Ecuador (ECU) (36) - Egyesült Arab Emírségek (UAE) (26) - Egyesült Államok (USA) (530) - Egyiptom (EGY) (112) - Egyenlítői-Guinea (GEQ) (2) - Elefántcsontpart (CIV) (10) - Eritrea (ERI) (12) - Etiópia (ETH) (35) - Észak-Korea (PRK) (51) - Észtország (EST) (34) - Fehéroroszország (BLR) (166) - Fidzsi-szigetek (FIJ) (9) - Finnország (FIN) (56) - Franciaország (FRA) (333) - Fülöp-szigetek (PHI) (11) - Független résztvevők (IOP) (4) (A megszűnt Holland Antillák korábban kvalifikált versenyzői, valamint az olimpiai bizottsággal egyelőre nem rendelkező Dél-Szudán versenyzője) - Gabon (GAB) (24) - Gambia (GAM) (2) - Ghána (GHA) (9) - Görögország (GRE) (105) - Grenada (GRN) (6) - Grúzia (GEO) (35) - Guatemala (GUA) (19) - Guam (GUM) (8) - Guinea (GUI) (4) - Guyana (GUY) (6) - Haiti (HAI) (5) - Hollandia (NED) (178) - Honduras (HON) (27) - Hongkong (HKG) (42) - Horvátország (CRO) (108) - India (IND) (81) - Indonézia (INA) (21) - Irak (IRQ) (8) - Irán (IRI) (54) - Izland (ISL) (27) - Izrael (ISR) (38) - Írország (IRL) (64) - Jamaica (JAM) (50) - Japán (JPN) (293) - Jemen (YEM) (4) - Jordánia (JOR) (9) - Kajmán-szigetek (CAY) (5) - Kamerun (CMR) (33) - Kambodzsa (CAM) (6) - Kanada (CAN) (281) - Katar (QAT) (12) - Kazahsztán (KAZ) (114) - Kelet-Timor (TLS) (2) - Kenya (KEN) (47) - Kiribati (KIR) (3) - Kirgizisztán (KGZ) (14) - Kína (CHN) (386) - Kolumbia (COL) (104) - Kongói Köztársaság (CGO) (7) - Kongói Demokratikus Köztársaság (COD) (4) | - Közép-afrikai Köztársaság (CAF) (5) - Kuba (CUB) (110) - Kuvait (KUW) (11) - Laosz (LAO) (3) - Lengyelország (POL) (218) - Lettország (LAT) (46) - Lesotho (LES) (5) - Libanon (LIB) (10) - Libéria (LBR) (4) - Líbia (LBA) (6) - Liechtenstein (LIE) (3) - Litvánia (LTU) (63) - Luxemburg (LUX) (9) - Macedónia (MKD) (4) - Madagaszkár (MAD) (7) - Magyarország (HUN) (157) - Malajzia (MAS) (30) - Malawi (MAW) (3) - Maldív-szigetek (MDV) (5) - Mali (MLI) (6) - Málta (MLT) (4) - Marokkó (MAR) (69) - Marshall-szigetek (MHL) (4) - Mauritánia (MTN) (2) - Mauritius (MRI) (11) - Mexikó (MEX) (102) - Mikronézia (FSM) (6) - Moldova (MDA) (21) - Monaco (MON) (6) - Mongólia (MGL) (29) - Montenegró (MNE) (33) - Mozambik (MOZ) (6) - Mianmar (MYA) (5) - Nagy-Britannia (GBR) (542) (Rendező) - Namíbia (NAM) (9) - Nauru (NRU) (2) - Nepál (NEP) (5) - Németország (GER) (392) - Nicaragua (NCA) (6) - Niger (NIG) (6) - Nigéria (NGR) (55) - Norvégia (NOR) (64) - Olaszország (ITA) (284) - Omán (OMA) (4) - Oroszország (RUS) (436) - Örményország (ARM) (25) - Pakisztán (PAK) (21) - Palau (PLW) (5) - Palesztina (PLE) (5) - Panama (PAN) (7) - Pápua Új-Guinea (PNG) (8) - Paraguay (PAR) (8) - Peru (PER) (16) - Portugália (POR) (75) - Puerto Rico (PUR) (24) - Románia (ROU) (103) - Ruanda (RWA) (6) - Saint Kitts és Nevis (SKN) (9) - Saint Lucia (LCA) (4) - Saint Vincent és a Grenadine-szigetek (VIN) (3) - Salamon-szigetek (SOL) (4) - Salvador (ESA) (10) - San Marino (SMR) (4) - São Tomé és Príncipe (STP) (2) - Seychelle-szigetek (SEY) (6) - Spanyolország (ESP) (279) - Sierra Leone (SLE) (2) - Srí Lanka (SRI) (7) - Svájc (SUI) (102) - Svédország (SWE) (135) - Szamoa (SAM) (8) - Szaúd-Arábia (KSA) (19) - Szenegál (SEN) (31) - Szerbia (SRB) (115) - Szingapúr (SIN) (23) - Szíria (SYR) (10) - Szlovákia (SVK) (46) - Szlovénia (SLO) (65) - Szomália (SOM) (2) - Szudán (SUD) (5) - Suriname (SUR) (5) - Szváziföld (SWZ) (3) - Tajvan (TPE) (44) - Tanzánia (TAN) (6) - Tádzsikisztán (TJK) (16) - Thaiföld (THA) (37) - Tonga (TGA) (3) - Togo (TOG) (6) - Törökország (TUR) (114) - Trinidad és Tobago (TRI) (31) - Tunézia (TUN) (83) - Tuvalu (TUV) (3) - Türkmenisztán (TKM) (10) - Uganda (UGA) (16) - Ukrajna (UKR) (240) - Uruguay (URU) (29) - Új-Zéland (NZL) (185) - Üzbegisztán (UZB) (54) - Vanuatu (VAN) (5) - Venezuela (VEN) (68) - Vietnám (VIE) (18) - Zambia (ZAM) (7) - Zimbabwe (ZIM) (7) - Zöld-foki Köztársaság (CPV) (3) |  |

## Menetrend
A teljes hivatalos programot 2011. február 15-én tették közzé.
| júl. / aug.         | 25 | 26 | 27 | 28 | 29 | 30 | 31 | 1  | 2  | 3   | 4   | 5   | 6   | 7   | 8   | 9   | 10  | 11  | 12  | Összesen |
| ------------------- | -- | -- | -- | -- | -- | -- | -- | -- | -- | --- | --- | --- | --- | --- | --- | --- | --- | --- | --- | -------- |
| Ünnepségek          |    |    | ●  |    |    |    |    |    |    |     |     |     |     |     |     |     |     |     | ●   |          |
| Asztalitenisz       |    |    |    |    |    |    |    | 1  | 1  |     |     |     |     | 1   | 1   |     |     |     |     | 4        |
| Atlétika            |    |    |    |    |    |    |    |    |    | 2   | 5   | 7   | 5   | 4   | 4   | 5   | 6   | 8   | 1   | 47       |
| Birkózás            |    |    |    |    |    |    |    |    |    |     |     | 2   | 3   | 2   | 2   | 2   | 2   | 3   | 2   | 18       |
| Cselgáncs           |    |    |    | 2  | 2  | 2  | 2  | 2  | 2  | 2   |     |     |     |     |     |     |     |     |     | 14       |
| Evezés              |    |    |    |    |    |    |    | 3  | 3  | 4   | 4   |     |     |     |     |     |     |     |     | 14       |
| Gyeplabda           |    |    |    |    |    |    |    |    |    |     |     |     |     |     |     |     | 1   | 1   |     | 2        |
| Íjászat             |    |    |    | 1  | 1  |    |    |    | 1  | 1   |     |     |     |     |     |     |     |     |     | 4        |
| Kajak-kenu          |    |    |    |    |    |    | 1  | 1  | 2  |     |     |     |     |     | 4   | 4   |     | 4   |     | 16       |
| Kerékpár            |    |    |    | 1  | 1  |    |    | 2  | 2  | 2   | 1   | 1   | 1   | 3   |     |     | 2   | 1   | 1   | 18       |
| Kézilabda           |    |    |    |    |    |    |    |    |    |     |     |     |     |     |     |     |     | 1   | 1   | 2        |
| Kosárlabda          |    |    |    |    |    |    |    |    |    |     |     |     |     |     |     |     |     | 1   | 1   | 2        |
| Labdarúgás          |    |    |    |    |    |    |    |    |    |     |     |     |     |     |     | 1   |     | 1   |     | 2        |
| Lovaglás            |    |    |    |    |    |    | 2  |    |    |     |     |     | 1   | 1   | 2   |     |     |     |     | 6        |
| Műugrás             |    |    |    |    | 1  | 1  | 1  | 1  |    |     |     | 1   |     | 1   |     | 1   |     | 1   |     | 8        |
| Ökölvívás           |    |    |    |    |    |    |    |    |    |     |     |     |     |     |     | 3   |     | 5   | 5   | 13       |
| Öttusa              |    |    |    |    |    |    |    |    |    |     |     |     |     |     |     |     |     | 1   | 1   | 2        |
| Röplabda            |    |    |    |    |    |    |    |    |    |     |     |     |     |     | 1   | 1   |     | 1   | 1   | 4        |
| Sportlövészet       |    |    |    | 2  | 2  | 1  | 1  | 1  | 1  | 2   | 2   | 1   | 2   |     |     |     |     |     |     | 15       |
| Súlyemelés          |    |    |    | 1  | 2  | 2  | 2  | 2  |    | 2   | 1   | 1   | 1   | 1   |     |     |     |     |     | 15       |
| Szinkronúszás       |    |    |    |    |    |    |    |    |    |     |     |     |     | 1   |     |     | 1   |     |     | 2        |
| Taekwondo           |    |    |    |    |    |    |    |    |    |     |     |     |     |     | 2   | 2   | 2   | 2   |     | 8        |
| Tenisz              |    |    |    |    |    |    |    |    |    |     | 2   | 3   |     |     |     |     |     |     |     | 5        |
| Tollaslabda         |    |    |    |    |    |    |    |    |    | 1   | 2   | 2   |     |     |     |     |     |     |     | 5        |
| Torna               |    |    |    |    |    | 1  | 1  | 1  | 1  | 1   | 1   | 3   | 3   | 4   |     |     |     | 1   | 1   | 18       |
| Triatlon            |    |    |    |    |    |    |    |    |    |     | 1   |     |     | 1   |     |     |     |     |     | 2        |
| Úszás               |    |    |    | 4  | 4  | 4  | 4  | 4  | 4  | 4   | 4   |     |     |     |     | 1   | 1   |     |     | 34       |
| Vitorlázás          |    |    |    |    |    |    |    |    |    |     |     | 2   | 2   | 2   | 1   | 1   | 1   | 1   |     | 10       |
| Vívás               |    |    |    | 1  | 1  | 1  | 1  | 2  | 1  | 1   | 1   | 1   |     |     |     |     |     |     |     | 10       |
| Vízilabda           |    |    |    |    |    |    |    |    |    |     |     |     |     |     |     | 1   |     |     | 1   | 2        |
| Összes aznapi döntő |    |    |    | 12 | 14 | 12 | 15 | 20 | 18 | 22  | 24  | 24  | 18  | 21  | 17  | 22  | 16  | 32  | 15  | 302      |
| Összesítés          |    |    |    | 12 | 26 | 38 | 53 | 73 | 91 | 113 | 137 | 161 | 179 | 200 | 217 | 239 | 255 | 287 | 302 |          |
| júl. / aug.         | 25 | 26 | 27 | 28 | 29 | 30 | 31 | 1  | 2  | 3   | 4   | 5   | 6   | 7   | 8   | 9   | 10  | 11  | 12  | Összesen |

| ● | Megnyitó ünnepség | ● | Versenynap | ● | Döntő(k) | ● | Záró ünnepség |

## Éremtáblázat
(A táblázatban Magyarország és a rendező nemzet csapata eltérő háttérszínnel kiemelve.)
| A 2012. évi nyári olimpiai játékok éremtáblázatának első tíz helyezettje | A 2012. évi nyári olimpiai játékok éremtáblázatának első tíz helyezettje | A 2012. évi nyári olimpiai játékok éremtáblázatának első tíz helyezettje | A 2012. évi nyári olimpiai játékok éremtáblázatának első tíz helyezettje | A 2012. évi nyári olimpiai játékok éremtáblázatának első tíz helyezettje | Olimpia  |
| ------------------------------------------------------------------------ | ------------------------------------------------------------------------ | ------------------------------------------------------------------------ | ------------------------------------------------------------------------ | ------------------------------------------------------------------------ | -------- |
|                                                                          | Ország                                                                   | Arany                                                                    | Ezüst                                                                    | Bronz                                                                    | Összesen |
| 1.                                                                       | Egyesült Államok (USA)                                                   | 47                                                                       | 27                                                                       | 30                                                                       | 104      |
| 2.                                                                       | Kína (CHN)                                                               | 39                                                                       | 31                                                                       | 22                                                                       | 92       |
| 3.                                                                       | Nagy-Britannia (GBR)                                                     | 29                                                                       | 18                                                                       | 18                                                                       | 65       |
| 4.                                                                       | Oroszország (RUS)                                                        | 19                                                                       | 21                                                                       | 27                                                                       | 67       |
| 5.                                                                       | Dél-Korea (KOR)                                                          | 13                                                                       | 9                                                                        | 8                                                                        | 30       |
| 6.                                                                       | Németország (GER)                                                        | 11                                                                       | 20                                                                       | 13                                                                       | 44       |
| 7.                                                                       | Franciaország (FRA)                                                      | 11                                                                       | 11                                                                       | 13                                                                       | 35       |
| 8.                                                                       | Ausztrália (AUS)                                                         | 8                                                                        | 15                                                                       | 12                                                                       | 35       |
| 9.                                                                       | Olaszország (ITA)                                                        | 8                                                                        | 9                                                                        | 11                                                                       | 28       |
| 10.                                                                      | Magyarország (HUN)                                                       | 8                                                                        | 4                                                                        | 6                                                                        | 18       |

## Közvetítés
A 2012-es londoni olimpia volt a tizedik olyan olimpia, ahol kötelezően a Panasonic digitális formátumát kell használni a felvételek elkészítésekor. Először erre a barcelonai játékokon volt példa. A játékok hivatalos felvételeit az International Broadcasting Center készíti el a londoni Olimpiai Parkban, mely 1080/50i HD formátumban lesz hozzáférhető. A Panasonic bejelentette, hogy a felvételek hivatalos formátuma a DVCPRO HD lesz. A házigazda közvetítő, az Olympic Broadcasting Services London (OBSL) P2 HD sorozatba tartozó készülékeket fog használni az események közvetítésekor. A felvételeket AG-HPX250 típusú kamerákkal készítik. Ezek a vállalat legújabb kézi felvevőkészülékei, melyek ismerik a P2HD technológiát, rendelkeznek AVC-Intra felvevő tulajdonságokkal. Ezeken kívül megtalálható volt az AG-AC160 és az AG-AC130, melyek Full HD felvételeket tudtak készíteni, és 21X HD nagyítólencsékkel vannak felszerelve.
A NOB elvárása, hogy amennyire csak lehet, legyen az egész Föld lefedve az olimpia levegőn keresztül fogható közvetítésével. Ennek teljesítése érdekében regionális közvetítőkkel kötnek szerződéseket. Az olimpia fő közvetítője a (British Broadcasting Corporation) BBC, a paralimpia adásait pedig a fogadó országban a Channel 4 sávjain keresztül lehet figyelemmel követni. A BBC a tervek szerint 5000 órányi élő adást sugároz majd több csatornán keresztül a helyszínekről. Az élő adások többségét az Olympic Broadcasting Services (OBS) szerkeszti majd. Az Egyesült Államokban történő közvetítés jogát jelenleg az NBC birtokolja. Több, a közvetítés jogát megszerző társaság rendelkezik londoni kirendeltséggel vagy külön irodával. Ennek ellenére az calgary olimpia óta bevált módszert követve mindenki a Nemzetközi Közvetítő Központból küldhet majd tudósításokat. A tervek szerint ennek helyét az Olimpiai Park biztonsági övezetén belül jelölik majd ki.
Fontos szerepet kapnak majd a közösségi hírforrások is. A játékok idejére olyan internetes technológiát fejlesztenek ki, mely lehetőséget biztosít arra, hogy a játékok fontosabb eseményeit a világ minden pontján az interneten is figyelemmel lehessen követni.
Magyarországon a közvetítési jogokkal az EBU tagjaként az MTVA rendelkezett. A televíziós közvetítések főképp az M1 és M2 csatornákon, kisebb részben a Dunán voltak láthatók, valamint néhány ismétlés a Duna Worldön. Valamennyi adás HD-minőségben ment. Első ízben háromdimenziós közvetítések is láthatók voltak az M3D kísérleti adásában. A belső munkatársak mellett közreműködtek a Sport TV és az Eurosport magyar szerkesztőségének kommentátorai is. A rádiós közvetítések a Kossuth Rádió hullámhosszán voltak hallhatók.
Ugyancsak közvetített a játékokról az Eurosport, a magyar kommentár szokás szerint a budapesti stúdióban készült.
A vívóversenyek nemzetközi közvetítését ezúttal is a Héder Barna által irányított magyar stáb készítette.

## Az olimpiai zászló
Az olimpiai zászlót 2008. szeptember 26-án kitűzték a londoni városháza elé, s itt volt a kulturális olimpiád teljes ideje alatt, az olimpia megnyitójának idejében vették le. Ugyanekkor vették le a paralimpiai zászlót a városháza előtti árbócról.

## Gazdasági hatásai
Az olimpiai játékok stratégiai fontosságúak az Egyesült Királyság számára. Az előrejelzések szerint naponta 350 000 külföldi látogató érkezik emiatt az országba, s nagyjából 11 milliárd fontot fognak elkölteni.
Az olimpiában rejlő üzleti potenciál kiaknázása érdekében David Cameron brit miniszterelnök sürgette a brit turisztikai ipar résztvevőit, hogy marketing célokra különítsenek el előre 100 millió fontot.

## Környezettudatosság
Az Olimpiai Park egy 45 hektáros vadterület volt, ahol összesen 525 madárház és 150 denevérdoboz lesz. A helyi folyók és folyópartok is a projekt helyszíneiül szolgálnak majd.
Egy ekkora sportesemény kapcsán, napjainkban felmerül a környezettudatosság kérdése is. A szükséges építkezések és infrastrukturális fejlesztések terhe jelentős, ezért a 2012-es ötkarikás játékok egyik jelentős eleme, hogy a sportesemény gépjárműflottáját biztosító BMW, alacsony szén-dioxid-kibocsátású járműveket biztosít a szervezők és sportolok számára.
Mindemellett a Brit fővárosban megtisztítják a házfalakat a graffitiktől és a 80 ezer férőhelyes stadiont, az olimpia végeztével, 25 ezresre bontják vissza, majd egy helyi labdarúgó csapatnak ajánlják fel. A hatalmas méretű olimpiai falu felépítése hatalmas megterhelést jelentett a természetnek, ezért gondoskodtak a helyi tarajos gőték és a varangyok elköltöztetéséről is. A stadion visszabontásból fennmaradt hulladéknak a 90%-át újra hasznosítják.

## A turizmus és az olimpia
A Stratford melletti sportpálya, a 2012-es játékok egyik helyszíne, új látogatókat vonzhat a környékre. A felfejlesztett Greenway kerékpáros és gyalogos túraösvényről kiváló rálátás nyílik a nagyközönség elől elzárt parkra.
Naponta szerveznek gyalogos túrákat a 2012-es olimpia leendő helyszíneire. Ezeket a gyaloglásokat képzett idegenvezetők fogják össze. A 11 órakor a Bromley-by-Bow metróállomásról induló körtúrákon minden hónapban ezernél is többen vesznek részt.
2011-ben forgalomba állítottak egy vízibuszt is, melytől a látogatók számának növekedését várták.
2010 utolsó negyedévében olyan aggodalmak kaptak szárnyra, melyek szerint a brit szálloda- és vendéglátóipar nem hajtotta végre az olimpiában rejlő lehetőségek kihasználásához nélkülözhetetlen fejlesztések egy jelentős részét. A hotel-industry.co.uk felmérései szerint a vendéglátók stratégiailag felkészültek, de még kulcsfontosságú fejlesztéseket kell végrehajtani.
A European Tour Operators Association (ETOA) 2010 szeptemberben olyan híreket jelentetett meg, melyek szerint London látogatottsága emiatt akár még csökkenhet is. Ugyanebben viszont azt is megemlíti, hogy a város az olimpia idejére túl drága és túlságosan is zsúfolt lesz.

## Kulturális olimpiád
Az olimpiai karta felállít pár szabályt és iránymutatást is tartalmaz arról, hogyan kell megszervezni a játékokat. Az Olimpiai Mozgalom szerint
"Az OCOG szervezetnek kulturális programokat kell szerveznie, melynek legalább addig kell tartania, míg az Olimpiai Falu nyitva tart."
Londonban a kulturális olimpiád idején, négy év alatt 500 eseményt tartanak, és az egész csúcspontja a 2012-es fesztivál lesz. A 40 millió fontos költségvetést az Arts Council England, a Legacy Trust UK és az Olympic Lottery Distributor biztosította.

## Fordítás
- Ez a szócikk részben vagy egészben  a(z)   2012 Summer Olympics című angol Wikipédia-szócikk ezen változatának fordításán alapul.  Az eredeti cikk szerkesztőit annak laptörténete sorolja fel. Ez a jelzés csupán a megfogalmazás eredetét és a szerzői jogokat jelzi, nem szolgál a cikkben szereplő információk forrásmegjelöléseként.